# Частков (Сењица)
Частков (слч. Častkov) насељено је мјесто са административним статусом сеоске општине (слч. obec) у округу Сењица, у Трнавском крају, Словачка Република.

## Становништво
| Година:    | 1994. | 2004.   | 2014.   | 2024.   |
| ---------- | ----- | ------- | ------- | ------- |
| Број људи: | 594   | 610     | 606     | 550     |
| Разлика:   |       | +2,69 % | -0,65 % | -9,24 % |

| Година:    | 2023. | 2024.   |
| ---------- | ----- | ------- |
| Број људи: | 559   | 550     |
| Разлика:   |       | -1,61 % |

Према подацима о броју становника из 2024. године насеље је имало 550 становника.